# スティーブ・ジョーンズ (陸上選手)
スティーブ・ジョーンズ（Steve Jones、1955年8月4日 - ）は、イギリスのウェールズ出身の元陸上競技選手である。
1984年のシカゴマラソンでは、オーストラリアのロバート・ド・キャステラが保持していた世界最高記録2時間8分18秒を破り、2時間8分5秒という、当時の世界最高記録をマークした。
翌年4月に、彼の世界最高記録はポルトガルのカルロス・ロペスによって破られた（2時間7分12秒）ものの、同じ年に開催されたシカゴマラソンでは、2時間7分13秒の世界記録に1秒と迫る自己ベストをマークした。
1986年コモンウェルスゲームズの10000mでは銅メダルを獲得している。
五輪のマラソンレースでは縁がなかったものの、1984年のロサンゼルス五輪の10000mで日本の金井豊に続き、8位入賞を果たしている。

## マラソン 全成績
- 1,途中棄権 83.10.16 シカゴ
- 2,2:08:05 優勝 84.10.21 シカゴ （世界最高記録樹立）
- 3,2:08:16 優勝 85.04.21 ロンドン
- 4,2:07:13 優勝 85.10.20 シカゴ （世界歴代2位）
- 5,2:22:12 20位 86.08.30 シュトゥットガルト/ヨーロッパ選手権
- 6,2:12:37 2位 87.04.20 ボストン
- 7,2:14:07 9位 88.04.18 ボストン
- 8,2:08:20 優勝 88.11.06 ニューヨーク
- 9,2:12:58 8位 89.11.05 ニューヨーク
- 10,2:12:44 4位 90.01.30 オークランド・コモンウェルス
- 11,2:16:10 2位 90.08.26 北海道
- 12,2:26:53 86位 91.09.29 ベルリン
- 13,2:18:45 3位 91.12.15 ホノルル
- 14,2:13:55 11位 92.04.20 ボストン
- 15,2:10:06 優勝 92.10.04 トロント
- 16,2:15:30 15位 93.04.19 ボストン
- 17,2:20:04 13位 93.08.14 シュトゥットガルト世界選手権
- 18,2:17:40 32位 94.04.18 ボストン
- 19,2:29:33 57位 94.11.06 ニューヨーク
- 20,途中棄権 95.10.15 シカゴ